# Ballon d'or 1994
Navigation
Édition précédente Édition suivante
Le Ballon d'or 1994, est décerné à Hristo Stoitchkov, à la suite du vote d'un panel de journalistes sportifs des pays membres de l'UEFA, le 20 décembre 1994.
Hristo Stoitchkov est le premier bulgare à gagner la récompense, et le troisième joueur du Barcelone après Luis Suárez (1960), et Johan Cruyff (1973 et 1974).

## Classement
| Rang | Nom                | Sélection      | Club                             | Points |
| ---- | ------------------ | -------------- | -------------------------------- | ------ |
| 1    | Hristo Stoitchkov  | Bulgarie       | FC Barcelone                     | 210    |
| 2    | Roberto Baggio     | Italie         | Juventus FC                      | 136    |
| 3    | Paolo Maldini      | Italie         | AC Milan                         | 109    |
| 4    | Gheorghe Hagi      | Roumanie       | Brescia / FC Barcelone           | 68     |
| 4    | Tomas Brolin       | Suède          | Parme AC                         | 68     |
| 6    | Jürgen Klinsmann   | Allemagne      | AS Monaco / Tottenham Hotspur    | 43     |
| 7    | Thomas Ravelli     | Suède          | IFK Göteborg                     | 21     |
| 8    | Jari Litmanen      | Finlande       | Ajax Amsterdam                   | 12     |
| 9    | Marcel Desailly    | France         | AC Milan                         | 8      |
| 9    | Dejan Savićević    | RF Yougoslavie | AC Milan                         | 8      |
| 11   | Franco Baresi      | Italie         | AC Milan                         | 7      |
| 11   | Michel Preud'homme | Belgique       | FC Malines / Benfica Lisbonne    | 7      |
| 13   | Michael Laudrup    | Danemark       | FC Barcelone / Real Madrid       | 4      |
| 13   | Yordan Letchkov    | Bulgarie       | Hambourg SV                      | 4      |
| 13   | Éric Cantona       | France         | Manchester United                | 4      |
| 16   | Krassimir Balakov  | Bulgarie       | Sporting CP                      | 3      |
| 16   | José Luis Caminero | Espagne        | Atlético de Madrid               | 3      |
| 16   | Jean-Pierre Papin  | France         | Milan AC / Bayern Munich         | 3      |
| 16   | Giuseppe Signori   | Italie         | Lazio Rome                       | 3      |
| 16   | Lothar Matthäus    | Allemagne      | Bayern Munich                    | 3      |
| 21   | Philippe Albert    | Belgique       | SC Anderlecht / Newcastle United | 2      |
| 21   | Otto Konrad        | Autriche       | Austria Salzbourg                | 2      |
| 21   | Ciriaco Sforza     | Suisse         | FC Kaiserslautern                | 2      |
| 24   | Kennet Andersson   | Suède          | Lille / SM Caen                  | 1      |
| 24   | Zvonimir Boban     | Croatie        | AC Milan                         | 1      |
| 24   | Martin Dahlin      | Suède          | Borussia Mönchengladbach         | 1      |
| 24   | Pep Guardiola      | Espagne        | FC Barcelone                     | 1      |
| 24   | Andreas Möller     | Allemagne      | Borussia Dortmund                | 1      |